# David L. Mills
Pour les articles homonymes, voir Mills.
David L. Mills, né le 3 juin 1938 à Oakland (Californie) et mort le 17 janvier 2024 à Newark (Delaware), est un professeur d'informatique américain à l'Université du Delaware.
Il est notamment le créateur du protocole Network Time Protocol (NTP) pour la synchronisation des horloges des systèmes informatiques.

## Biographie
David L. Mills  travaille sur de nombreux projets, principalement liés à Internet et participe à ce titre à la rédaction de nombreuses Request for comments (RFC), notamment :
- le protocole NTP, mais aussi plusieurs techniques visant à l'amélioration de la précision et de la fiabilité des horloges des systèmes d'exploitation
- le logiciel de routage Fuzzball
- la première implémentation de File transfer protocol (FTP)
- le protocole de routage Exterior Gateway Protocol (EGP)

David Mills a inspiré Mike Muuss à créer le programme ping et il a inventé le rétro-acronyme pour le programme : « Packet InterNet Groper »
Il est aussi un opérateur radio amateur, sur W3HCF.